# Resazurina
La resazurina (o 7-idrossi-10-ossido-3-oxofenossoazina) è un indicatore di pH e di ossidoriduzione.

## Utilizzi
La resazurina viene utilizzato come indicatore colorimetrico, sia di pH, sia di ossidoriduzione: infatti in ambiente ossidato è blu, in ambiente ridotto è rosa o incolore. Questa sua caratteristica permette il suo utilizzo anche in microbiologia: quando si effettua una incubazione dentro una giara per anaerobiosi, all'interno di questa si inserisce della resazurina per monitorare l'eventuale presenza di ossigeno (che comporta la colorazione blu).
Altro utilizzo della resazurina è nel test della reduttasi per effettuare l'analisi qualitativa di un campione di latte, dove viene utilizzata per controllare il consumo di ossigeno da parte dei batteri e stimare una concentrazione microbica in funzione del tempo che la soluzione impiega a scolorire.